# Rusbya taxifolia
Rusbya es un género monotípico de plantas fanerógamas perteneciente a la familia Ericaceae. Su única especie:  Rusbya taxifolia, es originaria de Bolivia, donde se encuentra en las yungas como un arbusto epifita.

## Taxonomía
Rusbya taxifolia  fue descrito por Nathaniel Lord Britton y publicado en Bulletin of the Torrey Botanical Club 20(2): 68. 1893.
Sinonimia
- Anthopterus taxifolius (Britton) Drude ex Engl. & Prantl[2]